# The Turning Point (1952)
The Turning Point is een Amerikaanse misdaadfilm uit 1952, geregisseerd door William Dieterle met in de hoofdrollen William Holden, Edmond O'Brien en Alexis Smith. Het scenario van de film is geïnspireerd op hoorzittingen van de Amerikaanse Senaat over georganiseerde misdaad. De film werd destijds in Nederland uitgebracht onder de titel In de macht van de gangsters.

## Verhaal
John Conroy (Edmond O'Brien) is een openbare aanklager die belast is met het oprollen van een misdaadsyndicaat in een grote stad in het Midden-Westen van de Verenigde Staten. Zijn onderzoek concentreert zich op Neil Eichelberger (Ed Begley) en zijn criminele activiteiten. Conroy krijgt de hulp van Jerry McKibbon (William Holden), een lokale journalist die vindt dat Conroy niet ervaren genoeg is om de taak aan te kunnen.
McKibbon ontdekt dat Matt Conroy, John's vader, een corrupte agent is die voor Eichelberger werkt. Daarop besluit Eichelberger om Matt Conroy te laten vermoorden door Monty LaRue, die op zijn beurt ook gedood wordt door Roy Ackerman. Naarmate Conroy's onderzoek systematisch Eichelbergers misdaden aan het licht brengt, laat Eichelberger een gebouw in brand steken om bewijsmateriaal te vernietigen waarbij nagenoeg alle bewoners omkomen.
Carmeline, de weduwe van LaRue, zint op wraak en contacteert McKibbon met de mededeling dat ze kan bewijzen dat Eichelberger achter de moord op Matt Conroy zit. Ze wordt echter weggejaagd door Eichelbergers handlangers en omdat McKibbon de enige is die Carmelina kan identificeren stuurt Ackerman vervolgens een huurmoordenaar op hem af.
Ondertussen weet Carmelina John Conroy te bereiken. Haar getuigenis is het laatste puzzelstuk dat hij nodig heeft om Eichelberger ten val te brengen. Terwijl McKibbon wordt neergeschoten en stervende is, worden Eichelberger en zijn handlangers gearresteerd.

## Rolverdeling
| Acteur         | Personage             |
| -------------- | --------------------- |
| William Holden | Jerry McKibbon        |
| Edmond O'Brien | John Conroy           |
| Alexis Smith   | Amanda Waycross       |
| Tom Tully      | Matt Conroy           |
| Ed Begley      | Neil Eichelberger     |
| Danny Dayton   | Roy Ackerman          |
| Adele Longmire | Carmelina LaRue       |
| Ray Teal       | Clint, Police Captain |
| Ted de Corsia  | Eamon Harrigan        |
| Don Porter     | Joe Silbray           |
| Howard Freeman | Fogel                 |